# Serra da Malagueta
Serra da Malagueta és una muntanya a la part nord de l'illa de Santiago, a Cap Verd. Té 1.064 m d'altitud i és el segon cim més alt de l'illa de Santiago, després de Pico da Antónia (1.394 metres). La muntanya i els seus voltants forma una part del Parc Natural de Serra da Malagueta o Eco Serra Malagueta, establert el 24 de febrer de 2005 i que cobreix 774 hectàrees. És al límit de municipis Tarrafal, São Miguel i São Salvador do Mundo. El nom prové d'una planta (Capsicum) i una varietat de pebre, el "pebre de Malagueta".
L'àrea de la muntanya forma una font de diversos corrents, inclòs el principal de l'illa, Ribeira Principal do Santiago, i algunes deus properes.

## Geologia
Té una geologia similar a la de la resta de Santiago. Es compon de basalt, i basanita basanitoids d'erupcions volcàniques de la propera Pic da Antónia. Les roques daten dels períodes miocè i Pliocè.

## Flora

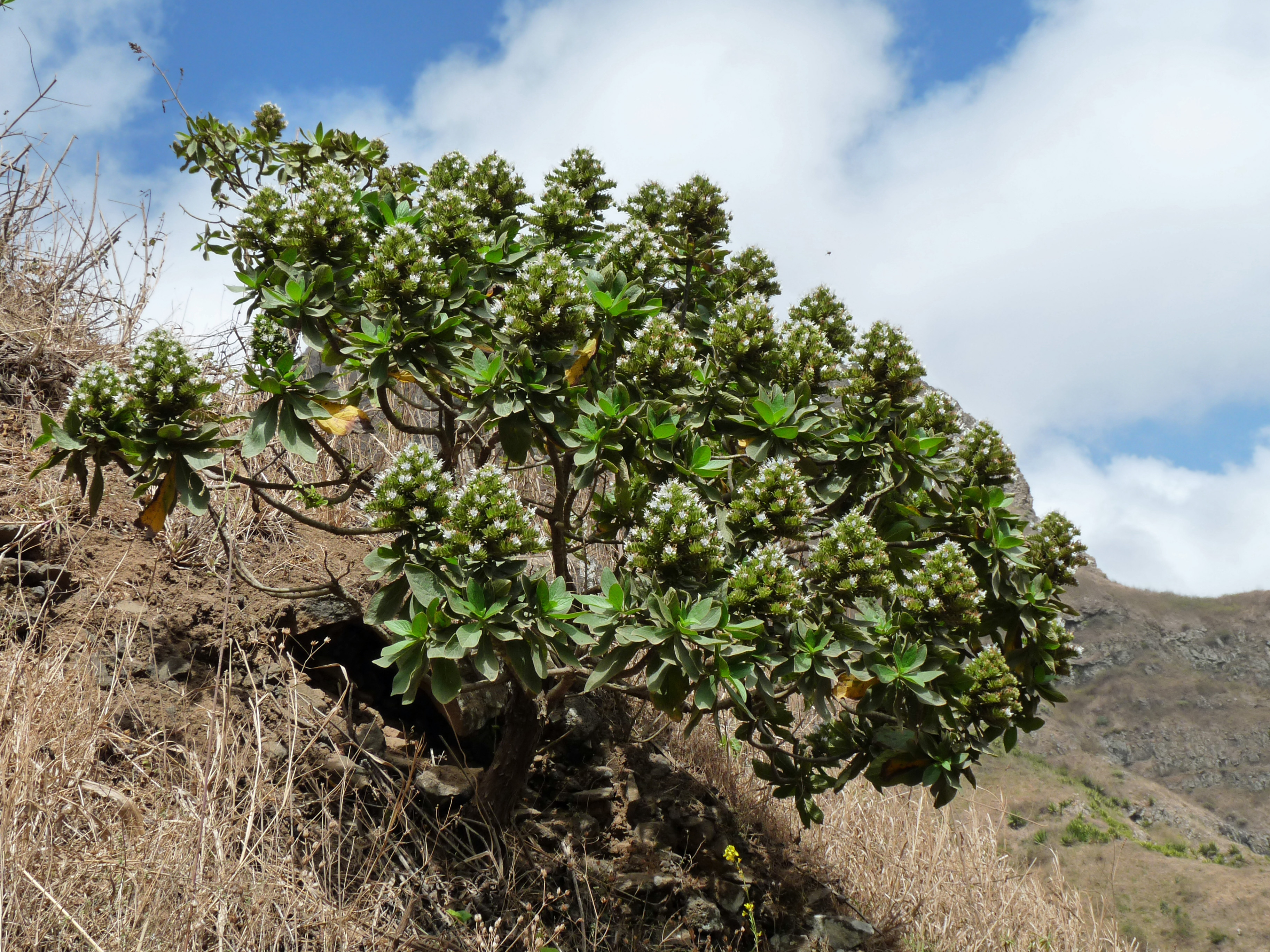
Echium hypertropicum (llengua de vaca) a Ribeira Principal

El parc té prop de 124 espècies de plantes, de les quals 28 hi són endèmiques.
La flora està amenaçada per espècies invasores de l'exterior del parc, com Lantana camara (lantuna) i Furcraea foetida (carrapato).
Altres plantes amenaçades són Lantana camara (lantuna), Furcraea foetida (carrapato) i algunes més. Hi ha plantes medicinals com Artemisia gorgonum (losna), Campanula jacobaea (contra bruza azul), Campylantus glaber ssp. Glaber (alecrim-brabo), Echium hypertropicum (lingua de vaca), Globularia amygdalifolia (mato-boton/modronho), Lavandula rotundifolia (aipo-rotcha), Satureja forbesii (erva-cidreira), Sideroxylon marginata (marmulano), Tornabeneea annua (funcho), Umbilicus schmidtii (balsamo), Verbascum capitis-viridis (sabão de feiticeira). Altres usades en alimentació són Sonchus daltonii (corona de rei) i Euphorbia tuckeyana (tortolho). Altres plantes amenaçades són Conyza feae (losna-brabo), Conyza pannosa (taba) i Limonium lobinii (carqueja de Santiago).

## Fauna
El parc compta amb prop de 19 espècies d'ocells, vuit d'amenaçades: l' Ardea purpurea bournei (garsa vermella de Santiago), Apus alexandri i pardal de Cap Verd (Passer iagoensis), boscarla de Cap Verd (Acrocephalis brevipennis). Hi ha sis espècies de rèptils, de les quals quatre són endèmiques Chioninia spinalis spinalis (sargantana pintada), Chioninia vaillanti (llangardaix) i Tarentola rudis rudis, Bufo regularis, l'única espècie d'amfibi a la muntanya i al parc.